# Diversi canoni
Con Diversi canoni sulle prime otto note fondamentali dell'aria precedente (nell'originale in tedesco, Verschiedene Canones über die ersten acht Fundamental-Noten vorheriger Arie) BWV 1087 ci si riferisce a un insieme di quattordici canoni enigmatici composti da Johann Sebastian Bach intorno al 1747.

## Storia
Nel 1741 l'editore Balthasar Schmid di Norimberga pubblicò le Variazioni Goldberg BWV 988, quarta e ultima parte del Clavier-Übung di Johann Sebastian Bach. Di questa edizione a stampa sopravvissero fino al XX secolo diciotto esemplari.
Nel gennaio 1974 il musicologo Olivier Alain notò che, nella terza pagina di copertina della copia delle Variazioni Goldberg presente nella collezione di Paul Blumenroeder, un docente del conservatorio di Strasburgo, erano presenti alcune composizioni manoscritte, sfuggite all'attenzione di Blumenroeder. Il manoscritto, dopo perizie tecniche e calligrafiche, venne attribuito senza ombra di dubbio a Johann Sebastian Bach.
La pagina, insieme alle correzioni dei diversi errori commessi dall'incisore durante la stampa delle Goldberg, permise di capire che il libro di Blumenroeder era la copia a stampa che l'editore aveva donato a Bach dopo la pubblicazione dell'opera. La pagina manoscritta conteneva quattordici pezzi in forma di canone enigmatico, composti da Bach utilizzando le prime otto note fondamentali del basso dell'aria iniziale delle Variazioni Goldberg.
Di questi canoni, i numeri 11 e 13 non erano inediti: il primo, ora catalogato come BWV 1077, era già apparso nel 1747 nel quaderno di Johann Gottfried Fulda (o Fulde), uno studente di teologia di Lipsia, mentre il secondo, ora conosciuto come BWV 1076, era il Canon triplex a 6 Voci, che Bach tiene in mano nel famoso ritratto eseguito da Elias Gottlob Haussmann nel 1746. La scoperta di questi canoni destò grande attenzione nel mondo musicale ed ebbe vasta eco sulla stampa mondiale.
Eseguiti per la prima volta nel dicembre 1974, i quattordici canoni vennero pubblicati per la prima volta dalla casa editrice Bärenreiter nella primavera 1976. Nel 1977 il musicologo Christoph Wolff li presentò nella Neue Bach-Ausgabe, l'edizione completa delle composizioni di Johann Sebastian Bach.
La copia a stampa delle Variazioni Goldberg appartenuta a Bach e l'appendice manoscritta con i quattordici canoni vennero acquistati dalla Biblioteca nazionale di Francia di Parigi, dove sono tuttora conservati, nel novembre 1975,  dietro il pagamento di 700.000 franchi francesi.

## Struttura
La disposizione dei canoni, così come quella dei pezzi che compongono le Variazioni Goldberg, segue un preciso criterio di progressione matematica. Nei quattordici canoni il criterio imitativo procede secondo quattro forme: il movimento diretto (la voce antecedente e quella conseguente sono identiche), il movimento contrario o rovesciamento (gli intervalli ascendenti della voce antecedente sono discendenti nella voce conseguente e viceversa), il movimento retrogrado o cancrizzante (la voce conseguente procede da destra verso sinistra, iniziando dall'ultima nota della voce antecedente) e il movimento retrogrado contrario, o movimento retrogrado del rovesciamento (la voce conseguente procede da destra verso sinistra e, rispetto alla voce antecedente, gli intervalli sono invertiti).
I quattordici canoni non indicano alcuna strumentazione e sono ascrivibili alle composizioni astratte: più che per essere eseguiti materialmente, Bach li compose per motivi di analisi e di speculazione teorico-matematica. Le otto note fondamentali del basso delle Variazioni Goldberg non sono un elemento originale, in quanto si tratta di un basso ostinato di origine antica, già noto nel Cinquecento come Basso di Ruggiero, utilizzato da numerosi compositori prima di Bach come Henry Purcell, Georg Böhm e Georg Friedrich Händel, e presentato qui di seguito:

### 1. Canon simplex
|  | Il primo canone, naturalmente, è quello più basilare. Consiste in un solo pentagramma in chiave di basso. Il tempo è segnato in 2/4 e l'armatura di chiave, come per tutti i canoni successivi, indica il fa♯. Il basso delle Variazioni Goldberg è proposto in movimento diretto. Al termine del pentagramma sono presenti l'armatura e l'indicazione 2/4 rovesciate e un'altra chiave di basso, vista però in maniera speculare. Si tratta, evidentemente, di un canone per moto retrogrado, detto anche cancrizzante, nel quale la voce conseguente inizia dall'ultima nota della voce antecedente e continua all'indietro, terminando sulla nota iniziale. L'assenza di segni per indicare l'ingresso della seconda voce indica che si deve farla entrare contemporaneamente alla prima. |

### 2. Al rovescio
|  | Nel secondo canone viene presentato un pentagramma in chiave di tenore e l'indicazione 2/4. Il basso delle Variazioni Goldberg è esposto per moto contrario. La presenza di chiave, armatura e tempo rovesciati, al termine del pentagramma, indica che, come per il canone precedente, la voce conseguente sia il retrogrado del basso esposto per moto contrario. Anche in questo caso, la voce conseguente inizia in contemporanea alla voce antecedente. |

### 3. Beede vorigen Canones zugleich. motu recto e contrario
|  | Il titolo, in tedesco, dice "I due canoni precedenti contemporaneamente". Il terzo canone presenta una chiave di baritono, una chiave di basso e il tempo 2/4. La seconda voce, evidentemente, è da suonare in chiave di baritono, deducendola per movimento diretto e per movimento contrario. Ulteriore indizio di ciò è la posizione del fa♯, indicato nel terzo spazio dopo la chiave di baritono. Il segno , posto a metà del pentagramma, indica che la seconda voce deve entrare da quel punto. |

### 4. Motu contrario e recto
|  | Il quarto canone inizia con una chiave di contralto, un ♯ nel primo spazio, una chiave di tenore, un altro ♯ sul secondo rigo e l'indicazione 2/4. Il soggetto del canone è esposto per moto contrario. La presenza del segno , posizionato a metà del pentagramma, indica che la voce conseguente deve entrare in quel punto, procedendo per movimento diretto. |

### 5. Canon duplex à 4.
|  | In questo canone le otto note fondamentali del basso delle Variazioni Goldberg sono utilizzate sia da sole, come per i pezzi precedenti, sia come ostinato per costruzioni contrappuntistiche. Il pezzo, in questo caso, è costituito da due pentagrammi, uno in chiave di contralto e uno in chiave di basso. Il termine duplex indica la presenza di due temi differenti. La terza e la quarta voce sono deducibili per movimento contrario ed entrano a partire dal segno sopra il pentagramma. La struttura di questo canone ricorda la Variatio 12 delle Variazioni Goldberg. |

### 6. Canon simplex. über besagtes Fundament. à 3.
|  | Anche il sesto canone è diviso su due pentagrammi, quello superiore in chiave di contralto e quello inferiore in chiave di basso. Nonostante l'indicazione simplex nel titolo, si tratta di un canone simplex accompagnato, in cui il basso delle Goldberg fa da parte libera. La terza voce, che entra dal segno , indicato sopra il pentagramma, è da dedurre per movimento contrario. |

### 7 Idem. a 3
|  | Il settimo canone della raccolta, come il precedente, è su due pentagrammi, in chiavi di contralto e di basso. Anche in questo caso, la terza voce entra dal segno , posto al di sopra del pentagramma superiore, ed è da dedurre per movimento contrario. |

### 8 Canon simplex. il soggetto in Alto. à 3
|  | L'ottavo canone presenta due pentagrammi, anche questa volta con le chiavi di contralto e di basso. Il tema fondamentale delle Variazioni Goldberg, come specifica anche il titolo, è presentato dal contralto. Il segno , posto fra i due pentagrammi, indica dove deve entrare la terza voce. Le modulazioni presenti fanno sembrare il canone il re minore anziché nella consueta tonalità di sol maggiore. |

### 9 Canon in unisono post semifusam. à 3.
|  | Il nono canone è in due pentagrammi, rispettivamente in chiave di soprano e di basso. Come specificato dal titolo si tratta di un canone a tre voci, all'unisono, con la voce antecedente e quella conseguente a una semicroma di distanza l'una dall'altra. Le due voci del canone, sopra il basso fondamentale, entrano perciò a distanza molto ravvicinata a partire dal segno . Ciò è possibile solo perché le voci sono formate quasi completamente da accordi spezzati. |

### 10. Alio modo. per syncopationes et per ligaturas. a 2 - Evolutio.
|  | In questo caso Bach non compose un vero e proprio canone, bensì un contrappunto fra il nuovo tema, con sincopi e legature di valore, e le otto note del basso delle Variazioni Goldberg, che sono curiosamente annotate sotto forma di intavolatura. La Evolutio, indicata nel titolo, è il risultato di questo contrappunto. A differenza dei pezzi precedenti, qui non è da aggiungere alcuna altra voce. Le due voci si presentano prima in movimento diretto, e poi in movimento contrario. |

### 11 Canon duplex übers Fundament. a 5
|  | L'undicesimo canone è il primo scritto in tre pentagrammi ed è fra quelli più complessi. Si tratta del primo dei due canoni non inediti: il 15 ottobre 1747, infatti, Johann Sebastian Bach annotò questo canone sul quaderno da studio di Johann Gottlieb Fulda, uno studente di teologia di Lipsia, intitolandolo «Canone doppio sopr'il Soggetto». Insieme al canone, Bach scrisse un'indicazione enigmatica: «Symbolum. Christus Coronabit Crucigeros» (latino: "Simbolo. Cristo coronerà chi porta la croce") e la dedica: «Domino Possessori hisce notulis commendare se volebat J. S. Bach» ("Johann Sebastian Bach volle consegnare queste note al signor proprietario"). L'enigma, risolto, è un canone doppio in movimento contrario sopra le prime sette delle otto note del basso delle Variazioni Goldberg. Il significato della prima frase latina è celato nei cinque semitoni discendenti della voce superiore. La figura è riflessa specularmente in una relativa linea di note ascendenti, mentre un altro passaggio di note ascendenti è riflesso in maniera discendente. Mettendo in relazione le battute sullo spartito si ottiene il simbolo {\displaystyle \chi }, che rappresenta Cristo e la croce. Il canone, pertanto, simboleggia Cristo (con il simbolo {\displaystyle \chi }), quelli che portano la croce (i cinque semitoni discendenti) e la corona (i cinque semitoni ascendenti). Bach mise perciò in musica il passaggio evangelico Mt 16, 24-25: «Allora Gesù disse ai suoi discepoli: "Se uno vuol venire dietro a me rinunci a se stesso, prenda la sua croce e mi segua. Perché chi vorrà salvare la propria vita la perderà, ma chi avrà perduto la propria vita per causa mia la troverà"», alludendo al fatto che solo chi sopporterà la propria croce potrà ricevere, come premio, una corona. Un simbolismo simile è presente anche nel sigillo personale di Johann Sebastian Bach, nel quale le lettere JSB sono intrecciate specularmente fino a formare il simbolo {\displaystyle \chi }. La versione presente nella raccolta dei quattordici canoni è leggermente diversa, e forse anteriore, a quella nel quaderno di Fulda, conosciuta come canone BWV 1077. |

### 12 Canon duplex über besagte Fundamental Noten a 5
|  | Il dodicesimo canone è in tre pentagrammi, rispettivamente in chiave di basso, contralto e soprano. Si tratta di un canone duplex, quindi con due temi, a cinque voci. Il tempo è indicato come C. Le note fondamentali delle Variazioni Goldberg sono presentate nel pentagramma del basso, mentre le altre quattro voci sono costituite dalla sovrapposizione di due canoni, entrambi con movimento contrario. Il secondo tema è formato dalle stesse note del basso delle Goldberg, diminuite però in crome e biscrome. |

### 13 Canon triplex. a 6.
|  | Si tratta del secondo canone "non inedito" della raccolta, in quanto era già conosciuto come BWV 1076 ed era apparso, in mano a Bach, nel celebre ritratto realizzato da Elias Gottlob Haussmann nel 1746. Il canone è su tre pentagrammi (basso, tenore e contralto) e presenta tre voci. Le altre tre devono essere dedotte specularmente e devono entrare in corrispondenza dei segni , posti sui pentagrammi stessi. Il tempo è indicato come ¢. Bach fornì un indizio per la risoluzione di questo enigma: tutte le minime e le semiminime poste sul terzo rigo dei pentagrammi hanno l'asta rivolta verso l'alto, contrariamente alle abitudini del compositore. Le tre voci mancanti, pertanto, si ottengono ponendo lo spartito davanti a uno specchio. Le voci, inoltre, sono invertibili fra loro, generando perciò centinaia di combinazioni possibili. |

### 14 Canon à 4. per Augmentationem et Diminutionem -
|  | L'ultimo canone è costituito da un unico pentagramma, in chiave di soprano, e da un'unica linea melodica. Fra tutti si tratta del canone più enigmatico: a parte l'indicazione per Augmentationem et Diminutionem, infatti, Bach non fornisce alcun suggerimento circa le tre voci mancanti, né indica su quali chiavi debbano essere realizzate. Il pentagramma, inoltre, non contiene particolari indizi che possano essere utilizzati per arrivare alla soluzione dell'enigma. A prima vista non sono neanche presenti le otto note fondamentali delle Variazioni Goldberg, che appaiono soltanto eseguendo il canone per movimento contrario. L'unica voce presente espone il tema per sei volte, sotto forma di diminuzioni in sedicesimi. Le altre tre voci conseguenti, in movimento contrario, devono essere generate per aumentazione e per diminuzione ritmica (ossia per estensione e per contrazione della durata delle note del tema). |

Il foglio si conclude con la sigla etc. Appare improbabile che ci fossero altri canoni oltre a questi, in quanto Bach era estremamente attento alla numerologia e il numero 14 è la somma delle quattro lettere del suo cognome (B 2 + A 1 + C 3 + H 8 = 14). La sigla potrebbe semplicemente indicare il fatto che, sul basso fondamentale delle Variazioni Goldberg, sarebbe potenzialmente possibile comporre numerosi altri canoni.